# In My Head (álbum)
In My Head es el sexto álbum de estudio de la banda Black Flag. Toda la música fue compuesta por el guitarrista Greg Ginn, quien tenía la intención de grabar su primer álbum solista. Después de escuchar a la banda ensayando el álbum el cantante Henry Rollins le puso letra a varias de las canciones. El álbum representa el último cambio de estilo de Black Flag, con jazz influenciado por el heavy metal. Fue lanzado en 1985 por SST Records. El CD se reeditó con la adición de las cuatro canciones que componen el Extended play I Can See You de la misma forma fue lanzado el casete de 1985.

## Lista de canciones

### Edición original en vinilo
Todas las canciones escritas por Greg Ginn, excepto donde lo indica.
Side A
1. "Paralyzed" (Ginn/Rollins) – 2:39
2. "The Crazy Girl" – 2:46
3. "Black Love" – 2:42
4. "White Hot" (Ginn/Rollins) – 4:59
5. "In My Head" (Ginn/Rollins) – 4:30

Side B
1. "Drinking and Driving" (Ginn/Rollins) – 3:16
2. "Retired at 21" – 4:56
3. "Society's Tease" – 6:09
4. "It's All Up to You" – 5:14

### Reelanzamiento en CD
Todas las canciones escritas por Greg Ginn, excepto donde lo indica.
1. "Paralyzed" (Ginn/Rollins) – 2:39
2. "The Crazy Girl" – 2:46
3. "Black Love" – 2:42
4. "White Hot" (Ginn/Rollins) – 4:59
5. "In My Head" (Ginn/Rollins) – 4:30
6. "Out of this World" (Roessler/Stevenson) – 2:13
7. "I Can See You" – 3:22
8. "Drinking and Driving" (Ginn/Rollins) – 3:16
9. "Retired at 21" – 4:56
10. "Society's Tease" – 6:09
11. "It's All Up to You" – 5:14
12. "You Let Me Down" (Rollins/Stevenson) – 3:40

- Tracks 6, 7 Y 12 originalmente del Extended play I Can See You.

## Créditos
- Henry Rollins - voz
- Greg Ginn - guitarra
- Kira Roessler - bajo, coros en "It's All Up to You"
- Bill Stevenson - batería
- Raymond Pettibon - arte